# Hans Bachem

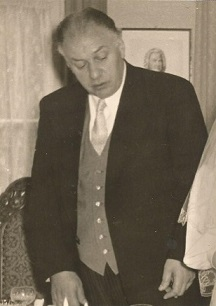
Hans Bachem, Köln 1956

Hans Bachem (* 2. Januar 1897 in Köln; † 10. März 1973) war ein deutscher Organist und Hochschullehrer.

## Leben
Johannes Dienegott Matthias Bachem absolvierte sein Musikstudium am Kölner Konservatorium bei Friedrich Wilhelm Franke und Hermann Abendroth. Er wirkte zunächst in St. Bonifatius in Nippes. 1921 und 1922 spielte er auf Initiative der Gesellschaft für neue Musik im Gürzenich Konzertreihen mit Orgelwerken von Max Reger. 1923 wurde er zum Organisten des Kölner Doms ernannt. 1925 übernahm er zusätzlich die Betreuung der Klais-Orgel in der Messehalle Köln-Deutz, von dort wurden regelmäßig Rundfunk-Konzerte übertragen. Ebenfalls 1925 wurde er als Dozent an die wiedereröffnete Hochschule für Musik in Köln berufen und 1928 zum Professor ernannt. Nach Rückkehr aus russischer Gefangenschaft arbeitete er zunächst als Gastorganist, spielte die Orgel im Kölner Funkhaus und versah ab 1954 das Organistenamt an St. Andreas in Köln (mit Sonntagsnachmittagskonzerten). Von 1956 bis 1965 war er Kustos und Organist der nach Kriegszerstörung neuerbauten Gürzenich-Konzertorgel.
Hans Bachem war Lehrer von Hermann Schroeder, Heinrich Weber und Josef Zimmermann.
Er war ab 1925 mit Hedwig Josten († 1931) verheiratet und hatte eine Tochter (* 1929), zwei Enkelkinder und einen Urenkel.

## Tondokumente
Wenige Schallplattenaufnahmen für Electrola (6 Titel vom Dezember 1929) und Odeon (2 Titel vom August 1933), beide mit der Orgel der Messehalle Köln-Deutz.
Auf CD wurden Rundfunkaufnahmen aus dem Kölner Funkhaus veröffentlicht: Beethovens Missa solemnis unter Otto Klemperer (1955, Medici Masters), Brahms Deutsches Requiem unter Sergiu Celibidache (1957, Audiophile Classics) und Mozarts Vesperae solennes de Confessore KV 339 unter Joseph Keilberth (1956, Archipel).